# يونغ جاك أوبراين
يونغ جاك أوبراين (بالإنجليزية: Young Jack O'Brien)‏ (11 أكتوبر 1894 بفيلادلفيا في الولايات المتحدة - ) هو ملاكم أمريكي، صنّف ضمن فئة وزن الخفيف.

## إحصائيات
خاض خلال مسيرته 101 نزالا، فاز في 60 وتعادل في 18 وخسر في 22. فاز بالضربة القاضية في 6 نزالات.

## روابط خارجية
- يونغ جاك أوبراين على موقع بوكس ريك (الإنجليزية) (registration required)